# Alexander Borissowitsch Kurakin

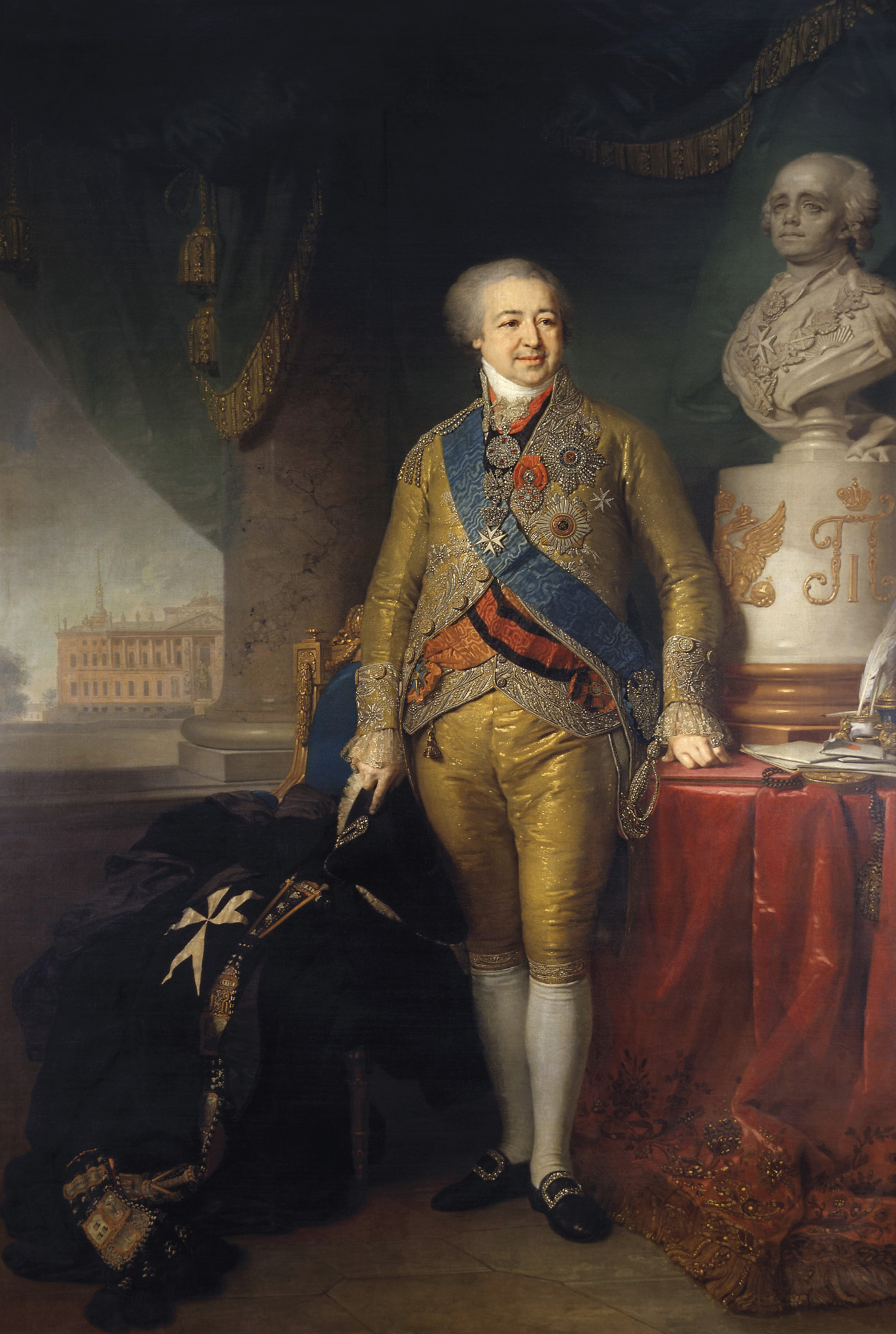
Alexander Borissowitsch Kurakin

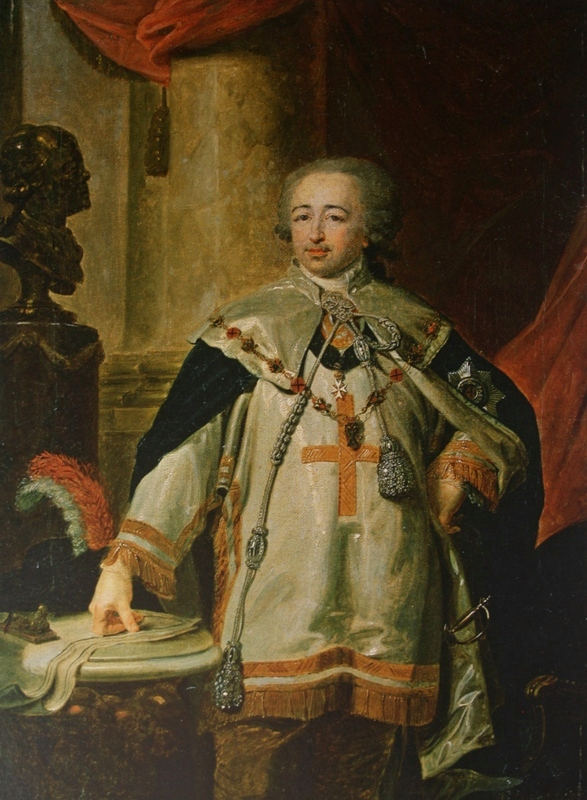
Kurakin in Ordenstracht

Fürst Alexander Borissowitsch Kurakin (russisch Алекса́ндр Бори́сович Кура́кин; * 18. Januar 1752 in Moskau; † 24. Juni 1818 in Weimar) war ein russischer Staatsmann. Er war zeitweise Vizereichskanzler. Bekannt geworden ist er als Diplomat während der Verhandlungen zum Frieden von Tilsit und als russischer Botschafter in Paris vor Ausbruch des Russlandfeldzuges Napoleons.

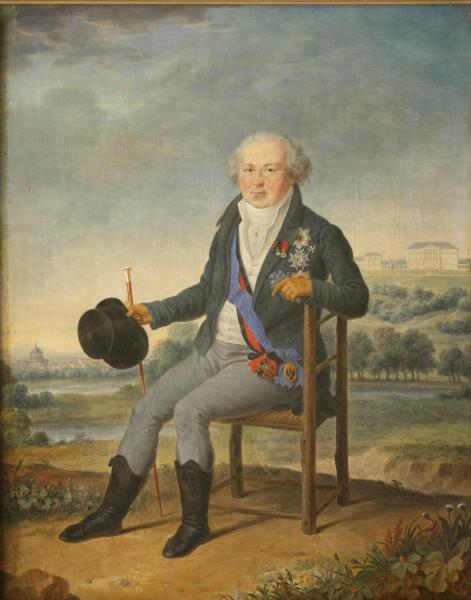
Kurakin in späteren Jahren

## Leben
Seine Eltern waren Fürst Boris Alexandrowitsch Kurakin und Fürstin Jelena Stepanowna Kurakina. Er war Mitglied des russischen Hochadels und Nachkomme von Boris Iwanowitsch Kurakin. Alexander wurde zeitweise zusammen mit Paul I. erzogen. Er war dessen enger Vertrauter und begleitete Paul 1776 und 1782 auch auf seinen Reisen nach Deutschland und Frankreich. Im Jahr 1796 wurde er zum Minister und Vizereichskanzler ernannt. Im Jahr 1802 nahm er nach der Ermordung des Kaisers seinen Abschied.
Im Jahr 1806 wurde er Gesandter in Wien. Im Jahr 1807 beauftragte ihn Alexander I. nach dem verlorenen vierten Koalitionskrieg die Friedensverhandlungen in Tilsit abzuschließen. Er galt als Pedant und achtete genau auf Rangfolgen, Status und äußere Erscheinung (aufgrund seiner Angewohnheit sich nur mit Orden und Diamanten geschmückt zu zeigen, erhielt er in Paris den Beinamen le prince diamant). Er war indes intelligenter als seine Kritiker annahmen. Im Kampf zwischen England und Frankreich um die weltweite Vorherrschaft plädierte er dafür, dass Russland sich neutral verhalten und den Streit zu seinem eigenen Vorteil nutzen sollte.
Obwohl er Frankreich als Bedrohung für Russland ansah, plädierte er nach der Niederlage für eine Vereinbarung und eine Aufteilung Europas in eine französische und eine russische Einflusssphäre. Danach wurde er zum geheimen Staatsrat erster Klasse und zum Feldmarschall À la suite ernannt. Ein Jahr später wurde er als Gesandter nach Paris entsandt. Kurakin galt dort als Inbegriff des reichen und verschwenderischen russischen Adeligen und wurde als prince diamant bezeichnet. Politisch kam er Napoleon wenig entgegen.
Bei den Festlichkeiten zu Ehren der Heirat Napoleons mit Marie Louise von Österreich wurde er niedergerissen und wäre beinah von der Menge zertreten worden. Im Jahr 1810 drohte Napoleon Kurakin gegenüber zum ersten Mal mit Krieg, hat aber später verschiedentlich versucht Russland seine Freundschaft zu bekunden. Während der Feierlichkeiten zu seinem zweiundvierzigsten Geburtstag hat Napoleon gegenüber Kurakin 1811 Russland erneut feindliche Absichten unterstellt. Zuletzt hat ein Spionageskandal die Beziehung Kurakins zum Kaiser belastet.
Kurz vor Beginn des Russlandfeldzuges bekam er lange keine Ausreiseerlaubnis und hielt sich auf seinem Landhaus in der Nähe von Paris auf. Durch den Brand von Moskau verlor er einen großen Teil seines Besitzes. Nach dem Sieg 1814 begrüßte er Alexander im Namen des Senats mit dem Ehrentitel „der Gesegnete“. Durch eine Krankheit musste er einige Zeit in Berlin verweilen und zog sich daraufhin zeitweise von den Staatsgeschäften zurück, ehe er in den russischen Staatsrat berufen wurde. Im Jahr 1817 zog er sich aus gesundheitlichen Gründen ganz zurück.
Alexander übernahm von seinem Vater die Aufgabe zum Bau des Kurakin Spitals. Prinz Boris Ivanovic Kurakin (1676–1727), der seit 1724 russischer Botschafter in Paris war, war vom Hôtel des Invalides so beeindruckt, dass er beschloss, eine ähnliche gemeinnützige Einrichtung in Moskau zu gründen. Da er seine Idee zu Lebzeiten nicht verwirklichen konnte, vermachte er seinem Sohn den Bau eines „Spitals für die Wohltätigkeit geehrter Krieger, die keinen Lebensunterhalt hatten“ und einer Kirche zu Ehren der Ikone von Nikolai Ugodnik. Heute ist es Sitz des Moskauer Hauses der Nationalitäten.

## Nachkommen
Er war nicht verheiratet, doch hatte er mehrere uneheliche Kinder: von Akulina Dmitrievna Samoilova die Barone Wrjevsky und von einer unbekannten Frau die Barone Serdobin.